# أبوكار محمد
عبد القادر أبوكار محمد (بالفنلندية: Abukar Mohamed) هو لاعب كرة قدم فنلندي من أصل صومالي في مركز الوسط، ولد في يوم 1 يناير 1999 في مدينة مقديشو عاصمة الصومال. يلعب حالياً مع نادي لاتسيو وسبق له اللعب مع نادي كارباتي لفيف ونادي توركو. يبلغ طوله 186 سم.